# Federazione Fascista Svizzera
La Federazione Fascista Svizzera (in tedesco Schweizerische Faschistische Bewegung, in francese Fédération Fasciste Suisse) è stato un movimento politico svizzero fascista, attivo negli anni trenta.

## Storia
Il movimento nacque nel 1932, fondato dal colonnello Arthur Fonjallaz: non voleva essere una piatta imitazione del Partito Nazionale Fascista ma finì ugualmente per rilevare certi aspetti esteriori del fascismo italiano.

Fonjallaz seppe stringere relazioni dirette con il Duce, che lo ricevette in almeno 15 occasioni e gli concesse sussidi per più di 600 000 franchi svizzeri. Il sostegno finanziario doveva servire ad arginare lo sviluppo del socialismo in Svizzera, ma anche a limitare quello del Frontismo, che Roma considerava un'emanazione del nazismo. 

I temi portati avanti dalla Federazione Fascista Svizzera furono, grosso modo, analoghi a quelli agitati dagli altri movimenti nazionalisti; rifiuto del liberalismo e del marxismo, aspirazione ad un ordine nuovo, lotta contro la massoneria e l'ebraismo. 

Quanto alla massoneria, la FFS assunse la guida della battaglia antimassonica raccogliendo 50 000 firme in calce ad una petizione al governo, che chiedeva appunto lo scioglimento delle società segrete. Fu la cosiddetta Iniziativa Fonjallaz che gettò momentaneo scompiglio nella tradizionale compagine massonica elvetica, in particolare nella nota Loggia di Ginevra.

Il nome di Fonjallaz è noto anche per un'altra storica iniziativa, quella del Congresso di Montreux, la prima assemblea della cosiddetta Internazionale Fascista (allora veniva chiamata anche Internazionale di Montreux), che vide riuniti per la prima volta nel 1934, sotto l'egida del CAUR - i Comitati d'Azione per l'Universalità di Roma - alcuni dei più noti esponenti del fascismo europeo: il danese Fritz Clausen, il norvegese Vidkun Quisling, il francese Marcel Bucard, l'olandese Arnold Meijer, il generale irlandese Eoin O'Duffy, il belga Léon Degrelle, sir Oswald Mosley, il greco George S. Mercouris, il rumeno Ion Moța, l'ideologo spagnolo Giménez Caballero, Eugenio Coselschi.

La Federazione Fascista Svizzera verrà sciolta il 20 novembre 1940. Fonjallaz verrà processato alla fine della guerra e condannato a tre anni di reclusione.

## Organizzazione e simboli
La bandiera del FFS recava la croce bianca in campo nero; il segno distintivo dei militanti era invece un fascio littorio sormontato da uno scudo con le insegne nazionali. La divisa era la camicia nera (fino a quando le uniformi non vennero vietate nella Confederazione), il saluto era ovviamente quello romano. Tra gli slogans più usati: "La Svizzera agli svizzeri".

La Federazione era affiancata dall'Opera Nazionale del Dopolavoro (Oeuvre Nationale de l'Après-travail), organismo creato ad imitazione dell'italiana Opera Nazionale Dopolavoro e destinata ai nuovi aderenti.

Molto forte era la sede ticinese, guidata dall'energico responsabile Pedrazzini. Nel Ticino operava anche un Centro di Studi Fascisti (anch'esso dipendente dall FFS), attraverso il quale era possibile accedere ad una vasta letteratura e materiale di propaganda fascista edito in Italia.